# Awareness (Psychologie)
Awareness in der Psychologie bezieht sich auf das aktuelle, situationsbezogene Bewusstsein oder „Gewahrsein“ einer Person über ihre Umgebung, sowie die sich daraus ergebenden Handlungsimplikationen. Durch die Berücksichtigung der Handlungsimplikationen berührt das Konstrukt „Awareness“ somit nicht nur wahrnehmungspsychologische Phänomene (z. B. Aufmerksamkeit), sondern auch sozialpsychologische Prozesse (z. B. zum Entscheidungsverhalten von Individuen). Auch wenn „Awareness“ von der Begrifflichkeit her ein mentales Konstrukt ist, konzentriert sich die Forschung zu Awareness meist stärker auf den Einsatz bestimmter Werkzeuge (sog. Awareness-Tools), die ein Individuum über seine Umgebung informieren, sowie auf die nachfolgenden Handlungen des Individuums. Eine Aussage über die „zwischen“ der Umgebungsinformation und der resultierenden Handlung liegende „Awareness“ lässt sich daher streng genommen oft gar nicht treffen.

## Awareness in der Psychotherapie
In der Psychotherapie, hier besonders in der Gestalttherapie, bildet Awareness (das meist mit „Bewusstheit“ oder „Gewahrsein“ ins Deutsche übersetzt wird, sofern der Begriff Awareness nicht beibehalten wird) einen wichtigen Bestandteil der psychotherapeutischen Arbeit und ist ein Aspekt verschiedener Methoden und Techniken. Awareness bezeichnet hier sowohl eine absichtslose, aktive, innere Haltung der Aufmerksamkeit/Achtsamkeit als auch eine mehr gerichtete Form der Aufmerksamkeit/Achtsamkeit, die sich auf alle Phänomene der Wahrnehmung und des Erlebens bezieht.

## Konzept „Awareness“
Das Konzept „Awareness“ stammt ursprünglich aus der Ergonomie. Hierbei stand zunächst im Vordergrund, wie Menschen in arbeitsintensiven Umgebungen (z. B. Fluglotsen) in die Lage versetzt werden können, eine komplexe Umweltsituation adäquat zu erfassen, zeitlich zu interpolieren und entsprechend zu handeln. Awareness über die physikalische Umgebung wird daher häufig auch als „situation awareness“ (Situationsbewusstsein) bezeichnet.
Im Lauf der Zeit fand der Begriff „Awareness“ Eingang in den Forschungsbereich des computergestützten kooperativen Arbeitens (Computer Supported Cooperative Work). Damit einhergehend wurde der Begriff von der physikalischen auf die soziale Umgebung ausgeweitet. Es ging somit nicht mehr um die Frage, wie Nutzer von Awareness-Tools angemessen über Objekte in ihrer Umgebung, sondern über andere Personen in ihrer Umgebung informiert werden können. Awareness über die soziale Umwelt wird häufig als „Group Awareness“ bezeichnet. Group Awareness spielt eine wichtige Rolle in räumlich verteilten Arbeitsteams, in denen Interaktionspartner sich nicht direkt sehen können und weniger übereinander wissen (vgl. Entkontextualisierung). Der Anwendungsbereich von „Group Awareness“ wurde schließlich auch in das Feld des computerunterstützten kooperativen Lernens (Computer Supported Collaborative Learning) übertragen.

### Situation Awareness (Situationsbewusstsein)
Situation Awareness spielt eine zentrale Rolle bei zeitkritischen Arbeitsvorgängen in komplexen und dynamischen Umwelten, z. B. in der Luftfahrt, bei der Flugverkehrskontrolle, in militärischen Gefechtsständen, oder im Rettungsdienst. Hierbei steht die Frage im Vordergrund, wie Technologien beschaffen sein müssen, um Arbeitskräften ein optimales Handeln in Echtzeit zu ermöglichen.

### Group Awareness
Group Awareness ist die Informiertheit über die soziale Umgebung eines Individuums. Diese Informiertheit spielt eine besondere Rolle in der computervermittelten Kommunikation, d. h. in Situationen, in denen die Informationen über Kommunikationspartner eingeschränkt sind (z. B. per E-Mail). Dementsprechend fokussierte die Forschung zu Group Awareness in den 1990er Jahren vor allem darauf, räumlich getrennten Kommunikationspartnern Informationen über ihr jeweiliges Gegenüber zu vermitteln, um die Reichhaltigkeit der Kommunikation von Angesicht zu Angesicht nachzubilden. Dazu zählten Informationen, wer in einer virtuellen Umgebung überhaupt an- oder abwesend ist (Präsenzinformation), oder wer gerade welcher Aktivität nachgeht.
Ab den 2000er Jahren wurde der Begriff der „Group Awareness“ zunehmend auf das gemeinsame, rechnergestützte Lernen angewendet. Damit einhergehend wurden auch Entwicklungen erprobt, die Informationen übermitteln, welche in der direkten Kommunikation nur erschlossen werden können: z. B. über das Wissen der Kommunikationspartner, oder deren Einstellungen und Meinungen. Die Daten zur Erfassung von Wissen und Einstellungen werden häufig durch Selbstbeurteilungen (z. B. ähnlich wie Likes) erfasst. Der Einsatz solcher Group Awareness-Werkzeuge zielt darauf ab, das Lernen in Gruppen zu verbessern.

#### Arten von Group Awareness
Technologien zur Unterstützung von Group Awareness haben gemeinsam, dass sie bestimmte Elemente der sozialen Umgebung sichtbar machen (Salienz), um somit ein angemessenes Handeln zu ermöglichen. Die psychologische Wirkungsweise solcher Werkzeuge hängt davon ab, ob sie eine Person über einzelne Individuen (z. B. deren Aktivitäten, deren Wissen, deren Einstellungen) informieren, oder ob sie aggregierte Informationen über ein Kollektiv bereitstellen (z. B. über das Konfliktpotenzial in einer Gruppe). Ein Group Awareness-Tool, welches Informationen über Individuen bereitstellt, kann z. B. darüber informieren, wer in einer Gruppe oder einem Team über welches Spezialwissen verfügt (sog. transaktives Gedächtnissystem). Außerdem stellen solche Tools häufig auch Informationen über einen selbst bereit und ermöglichen somit soziale Vergleichsprozesse. Ein Group Awareness-Tool, welches hingegen über ein Kollektiv informiert, kann z. B. die Normen in einer Gruppe sichtbar machen, Mehr- oder Minderheitsverhältnisse (sozialer Einfluss) oder Konflikte innerhalb einer Gruppe anzeigen.

#### Effektivität von Group Awareness-Tools
Eine Reihe von psychologischen Studien hat die Wirkung von Group Awareness-Tools vor allem für das Lernen belegt. Beispielsweise passen Lernende ihr Kommunikationsverhalten an die jeweiligen Lernpartner an, wenn sie wissen, über welche Stärken und Schwächen ihr Gegenüber verfügt. Allerdings kann eine genaue Kenntnis des Partnerwissens auch dazu führen, eigenes Wissen strategisch zurückzuhalten. Darüber hinaus zeigt sich, dass Gruppen, deren Individuen ihr jeweiliges Wissen mit einer Concept-Map darstellen, bessere Problemlöseleistungen aufweisen und sich stärker auf das Beheben von Wissensunterschieden konzentrieren als Gruppen ohne eine solche Unterstützung. Für Group Awareness-Tools, die Informationen auf Gruppenebene aggregieren, konnte nachgewiesen werden, dass sich damit bestimmte kognitive Verzerrungen reduzieren lassen. Beispielsweise konnte der Bestätigungsfehler reduziert werden, wenn die Awareness einer Person auf Inhalte gelenkt wurden, die der eigenen Meinung zuwiderlaufen. Außerdem ließ sich der soziale Einfluss einer Minderheit bei einer Gruppendiskussion dadurch stärken, dass Minderheitsbeiträge z. B. als besonders neuartig hervorgehoben wurden.